# Hottingahuis
Het Hottingahuis (ook wel Hottingastins, Oistheimhuis of Offenhuysenshuis, later Huize De Hoop) was een van oorsprong middeleeuwse stins aan de Voorstraat in de Friese stad Franeker. De stins wordt voor het eerst vermeld in 1536. In 1891 werd het pand bij het naastgelegen psychiatrische ziekenhuis gevoegd. Tegenover het Hottingahuis stond tot 1887 de Ockingastins.

## Beschrijving
Het Hottingahuis was blijkens kaarten van Franeker van onder meer Pieter Bast uit 1598 een dwarshuis met een kleine daktoren in het midden. Het pand was twee verdiepingen hoog en had een ingang in het midden van de voorgevel. Het Hottingahuis zal dan ook veel weg hebben gehad van andere plaatselijke stinzen als de Martenastins en het Dekemahuis. Op basis van de constructie van de kelders en resterend muurwerk zal de stins waarschijnlijk rond 1480 gebouwd zijn.
De binnenstad van Franeker kende naast het Hottingahuis, de Martenastins en het Dekemahuis zeven andere stinzen die samen een "stinzenzwerm" vormden. Daar de familie Sjaerda/Sjaerdema de gehele stad onder haar controle had, werden deze stinzen gesticht door erfgenamen van deze familie. Erfgenaam van het Hottingahuis was Jarich (Epe) van Hottinga. Hij was een zoon van Swob Sjaarda, erfdochter van het eigendom van de familie Sjaarda. In 1536 kwam het huis voor als "Oistheim huys". Het pand was toen in eigendom van Hans van Oistheim. Van Oistheim was meegekomen in het gevolg van de Hertog van Saksen. Hij was getrouwd met Foockel van Martena, een dochter van Hessel van Martena en kleindochter van Jarich (Epe) van Hottinga. Foockel hertrouwde met Here van Hottinga, zoon van Jarich van Hottinga, grietman van Hennaarderadeel. Vermoedelijk heet het pand Hottingahuis naar deze Here van Hottinga. Op de stadsplattegrond van Pieter Bast staat het huis vermeld als het "Offenhuysens Huys". Vermoedelijk is dit te herleiden naar Frederik van Offenhuysen, grietman van Franekeradeel. Rond 1600 werd het pand bewoond door Douwe van Hottinga, een neef van Here van Hottinga. Deze Douwe was getrouwd met Habel van Offenhuysen, een dochter van Frederik van Offenhuysen.
Op de Schotanuskaart van 1664 staat aangegeven: "Hottinga huys laetst beseten by den Secr. Fogelsang". In 1680 was de stins in eigendom van Campegius Vitringa senior. Het Hottingahuis was in 1695 het bezit van Gellius Sixti, advocaat aan het Hof van Friesland. In 1721 was Campegius Vitringa junior de eigenaar. Hij was getrouwd met Anna Sophia Sixti, dochter van voorgaande Gellius Sixti. Na het overlijden van Vitringa hetrouwde zij met Herman Venema. In 1748 werden er dienstmeidenkamers bij de stins gebouwd. Van 1783 tot 1785 stond het pand leeg. In 1785 was Johan Valckenaer de eigenaar. In 1788 was dit Petrus Everhardus van der Swaag, advocaat aan het Hof van Friesland, en in 1801 was dit Johannes Mulder, hoogleraar geneeskunde. Achter het pand werd in 1803 een Engelse tuin aangelegd. Het Hottingahuis was niet enkel eigendom van hoogleraren aan de plaatselijke universiteit. Verschillende hoogleraren bewoonden het pand ook zonder het in eigendom te hebben. Zo werd het in 1621 bewoond door Hector van Bouricius. Later woonden er Jacobus Rhenferd, hoogleraar Oosterse talen tussen 1682 en 1712, en Henricus Philiponeus de Hautecour, hoogleraar theologie tussen 1686 en 1715.
Henricus Stroband komt voor als eigenaar in 1844. In 1852 bezat Onno Petrus de Hoop de stins. Het pand werd destijds aangeduid als "Huize De Hoop". Onno Petrus de Hoop was de vader van bestuurder Petrus Jacobus de Hoop. De gemeente Franeker werd in 1890 eigenaar van de stins. In 1892 werd de Hottingastins bij het "Krankzinnigengesticht", later Psychiatrisch Ziekenhuis Franeker, gevoegd. In 1897 werd een serre tegen de achtergevel gebouwd en werd een draaitrap uit het pand verwijderd.

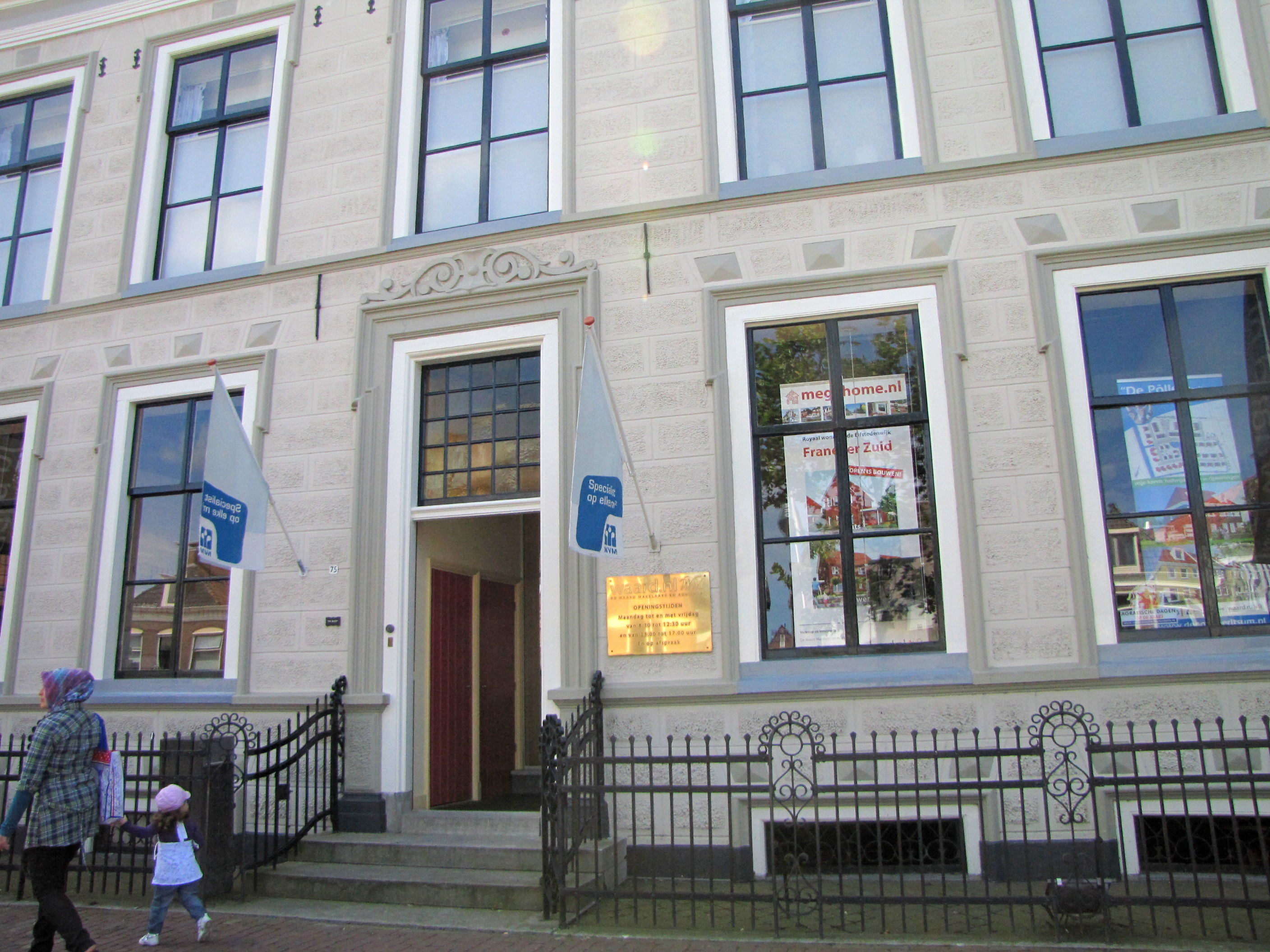
Het huidige pand Voorstraat 75 op de plaats van het Hottingahuis.
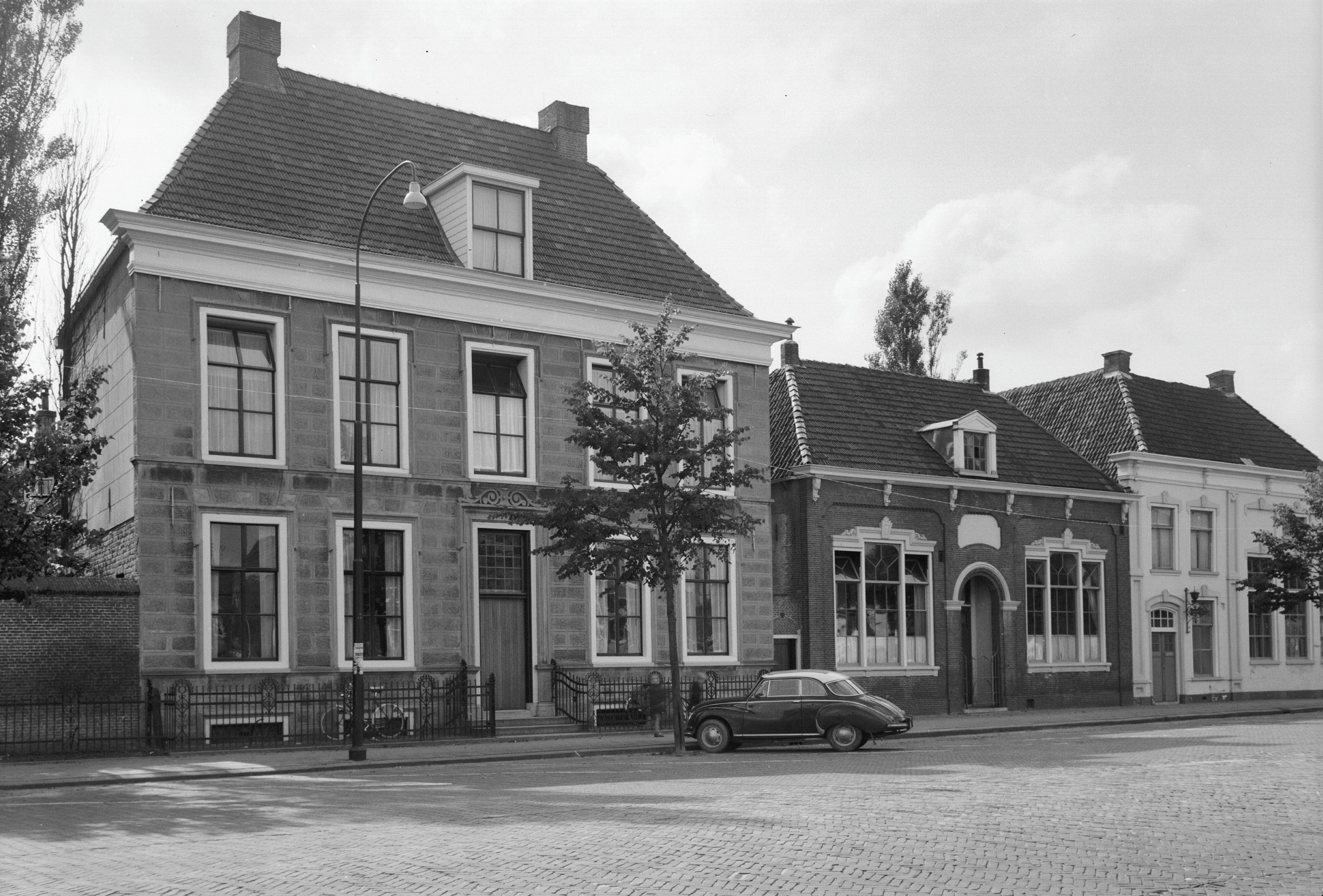
Het monumentale pand van het voormalige psychiatrische ziekenhuis.
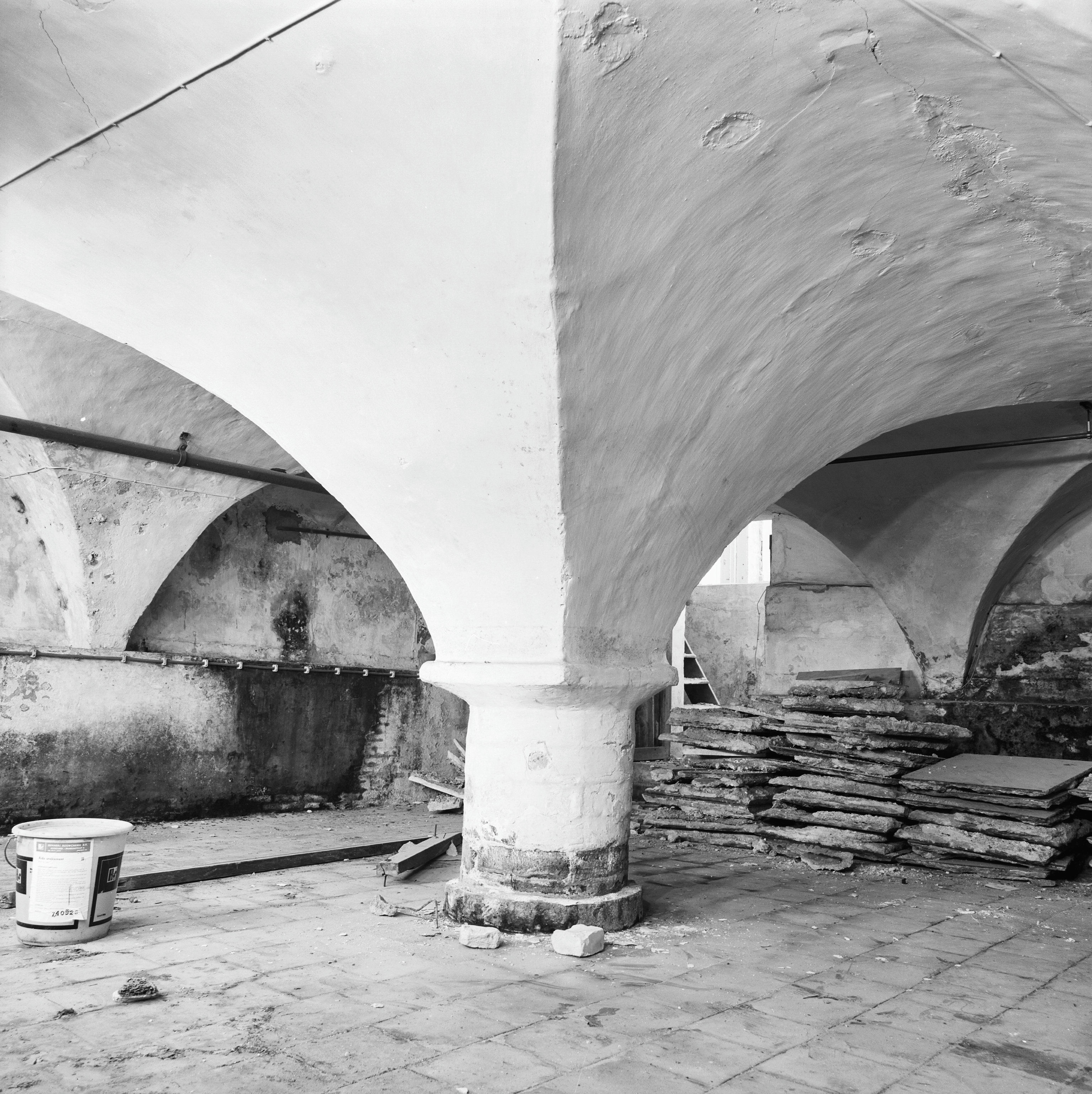
Kruisgewelf in de kelder van het pand Voorstraat 75. Een gebruikelijke constructie voor stadsstinzen in de 15e eeuw.

Groot Botnia ·
Klein Botnia ·
Oud Botnia ·
Camminghahuis (of: Sjaerdemahuis) · 
Dekemahuis ·
Egmondshuis ·
Hottingahuis ·
Martenastins ·
Ockingastins ·
Sjaerdemaslot